# Мавзолей Асан-ата
Мавзолей Асан-ата (каз. Асан ата кесенесі) — архитектурный памятник Казахстана XVI века, построенный в честь казахского поэта-философа Асана Кайгы, широко известного в народе как Асан-ата. Расположен в Чиилийском районе Кызылординской области, в 5 км к востоку от железнодорожной станции Байгекум. Мавзолей в 1982 году был включен в список памятников истории и культуры республиканского значения и взят под охрану государства.
Сооружен в XVI веке на кладбище «Жети аулие» (Семь святых) в честь философа и оратора Асана Кайгы, известного в народе как Асан-ата. К мавзолею совершают паломничество. Рядом находятся мавзолеи Окшы-ата, Абыз-ата, Кыш-ата, Кайып-ата. Мавзолей Асан Ата имеет сходство с мавзолеями Абат-Байтак и Коккесене.

## Архитектура
Автор сооружения неизвестен. Мавзолей представляет собой портально-купольное сооружение из красного кирпича, имеющее в плане форму квадрата с полуразрушенным выступающим на 4 м порталом. Четверик переходит в восьмерик посредством угловым арочных парусов. Переход восьмерика в барабан осуществлён при помощи напуска кирпичной кладки.
Памятник выложен из квадратного жжёного кирпича размером 28×28×6 см. На высоте 3 м стены украшены пояском из вертикально уложенных кирпичей. Внутренние стены мавзолея Асан-ата отштукатурены глиносаманным раствором. Высота мавзолея — 7,6 м, размеры — 11,15×7,3 м.